# USS Bremerton (CA-130)
O USS Bremerton foi um cruzador pesado operado pela Marinha dos Estados Unidos e a nona embarcação da Classe Baltimore. Sua construção começou em fevereiro de 1943 na New York Shipbuilding Corporation e foi lançado ao mar em julho de 1944, sendo comissionado na frota norte-americana em abril do ano seguinte. Era armado com uma bateria principal composta por nove canhões de 203 milímetros montados em três torres de artilharia triplas, tinha um deslocamento carregado de mais de dezessete mil toneladas e alcançava uma velocidade máxima de 33 nós.
O Bremerton não ficou pronto para o serviço ativo em tempo para participar da Segunda Guerra Mundial. Pelos anos seguintes realizou rotinas de exercícios e treinamentos e fez uma viagem de serviço para o Sudeste Asiático, sendo descomissionado em abril de 1948. Foi reativado em novembro de 1951 e enviado para lutar na Guerra da Coreia, realizando duas viagens de serviço em 1952 e 1953. Depois disso assumiu uma rotina de exercícios e viagens de serviço pelo Oceano Pacífico e Sudeste Asiático até ser descomissiondo em julho de 1960 e desmontado em 1974.